# Maschine 1
Maschine 1 war ein 1972 von Studenten der Universität Bonn gebauter Kleinrechner in Jackentaschengröße. Seine Konstrukteure Herrmann Krause und Rudolf Schönhardt erprobten ihn in einer Gruppe beim Blackjack. Das Ziel war, die jeweils nächste zu ziehende Karte vorherzusagen; gegenüber Kartenzählen war die Treffsicherheit um 10–20 Prozent erhöht. Eingaben erfolgten in Binärcode über Taster, Ergebnisse wurden ebenso über Taster sowie per Funk über Glühlämpchen an einen weiteren Mitspieler ausgegeben. Erleichtert wurde die Prognose durch das in französischen übliche, relativ geordnete, Ineinanderschieben zweier Kartenstapel beim Mischen (Bogenmischtechnik).
Die Erfindung wurde erst 2022 publik. Maschine 1 wurde damit etwa zehn Jahre vor den in The Newtonian Casino beschriebenen physikalischen Vorhersageverfahren für Roulette eingesetzt.